# Balaenoptera bonaerensis
El rorcual austral o Minke antártico (Balaenoptera bonaerensis) es una especie de cetáceo misticeto de la familia Balaenopteridae.

## Etimología

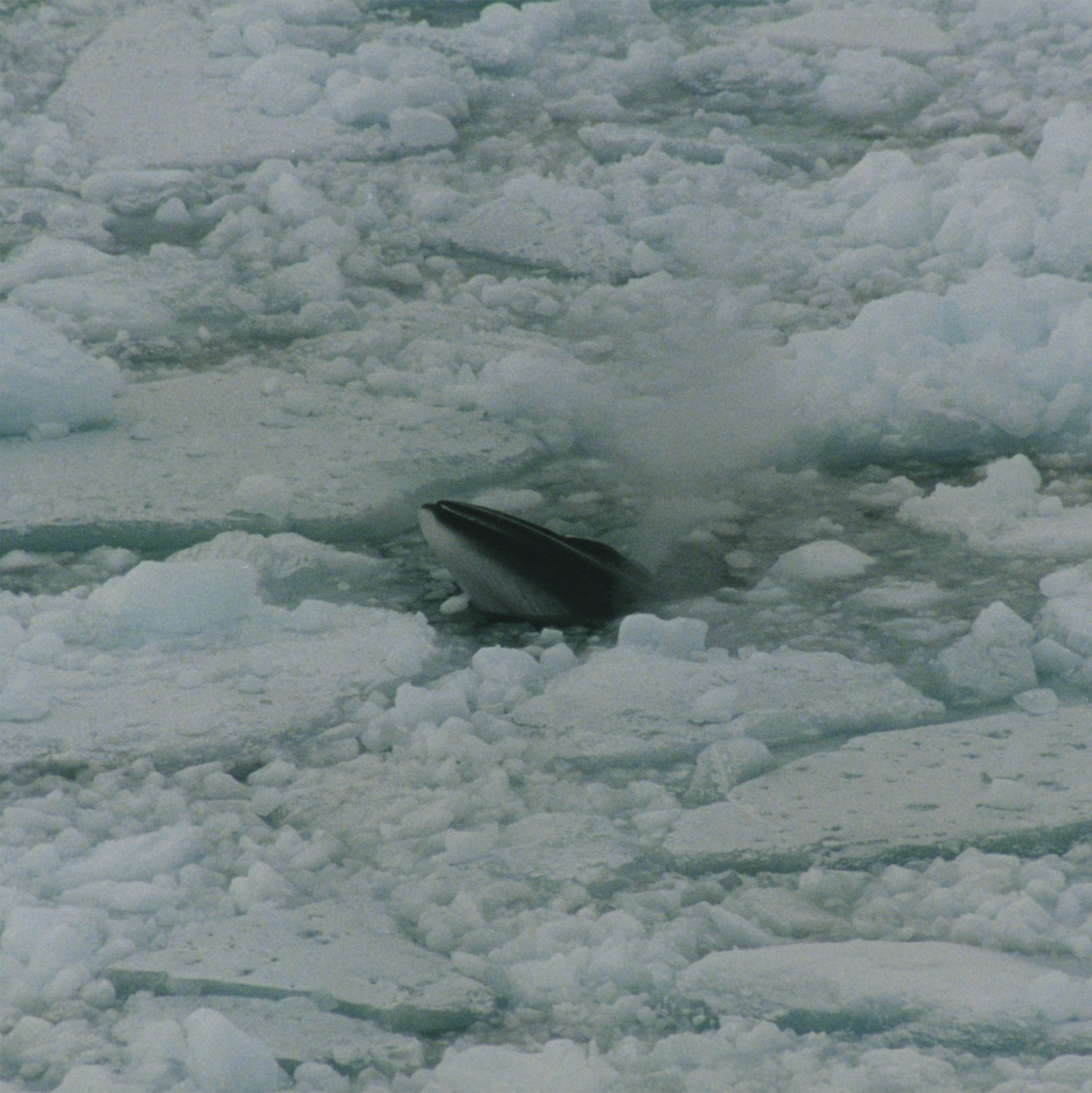
rorcual austral tomando aire.

La traducción del latín  de Balaenoptera bonaerenses sería “ballena alada bonaerense”. En cuanto a su nombre común, recibe el nombre de rorcual austral debido a que es común verle en los meses de verano en aguas de la Antártida. Otro nombre por el que se le conoce, Minke antártico, se debe a una curiosa historia. Según esta, en un barco ballenero noruego, capitaneado por Svend Foyn, un marinero apellidado Meincke dio la voz de alarma al avistar a lo lejos un rorcual azul. Sin embargo, grande fue la sorpresa del resto de la tripulación al ver que se trataba de estas pequeñas especies que rondan los siete metros de longitud. A causa de esto, y como forma de broma, los balleneros comenzaron a llamar a estos pequeños animales "rorcuales de Meincke", que al pasar el tiempo se trasformó en rorcuales Minke.

## Descripción
El rorcual austral y el rorcual aliblanco son las especies más pequeñas de rorcuales (la ballena franca pigmea es el cetáceo misticeto más pequeño que existe). Su longitud varía de 7,2 a 11 metros y su peso oscila entre 5,8 y 9,1 toneladas. En promedio, las hembras son aproximadamente un metro más largas que los machos. Su dorso es gris oscuro y el vientre blanco.

## Población y distribución
El rorcual austral habita en todos los océanos del hemisferio sur. Durante el verano se encuentra cerca de la Antártida, pero se mueve más hacia el norte en invierno, superponiendo su rango de distribución con el rorcual aliblanco (la otra variedad de rorcual Minke).

## Caza y conservación
Los datos sobre el estado de conservación del rorcual antártico se consideran insuficientes en la lista roja de UICN, por ser “incapaces de proporcionar estimaciones confiables y actualizadas”.